# Adderbury
Adderbury è un villaggio e parrocchia civile dell'Inghilterra, appartenente alla contea dell'Oxfordshire.